# 볼티모어 전투
볼티모어 전투(Battle of Baltimore)은 미영 전쟁 중인 1814년 9월 12일부터 9월 15일까지 미국 메릴랜드주 볼티모어에서 영국군 육해군 합동군과 미합중국군 사이 벌어진 전투이다. 미합중국군은 영국군의 맹공을 잘 견뎌내며, 철수시켰으며 미영 전쟁을 끝내게 하는 전환점이 되었다. 이 싸움은 특히 영국 해군의 함포 사격을 25시간 견뎌낸 맥헨리 요새의 수비대와 폐허 속에서 요새에 휘날리는 성조기를 보고 감동한 프랜시스 스콧 키가 지은 시 ‘별이 빛나는 깃발’(The Star-Spangled Banner, 星條旗)로 유명해졌다.

## 배경
미영 전쟁은 개전 2년을 경과하였고, 캐나다의 전선에서 일진일퇴를 거듭할 뿐 미국과 영국 모두 눈에 띄는 전과를 이루지 못한 채 교착 상태에 빠져 있었다. 두 나라는 휴전을 생각하고 있던 참이었지만, 그 협상도 잘 진행되지 않는 가운데, 협상에 유리한 상황을 만들어 놓고 싶은 속셈을 가지고 있었다. 나폴레옹의 몰락으로 유럽 전선에서 풀려난 경험이 풍부한 영국군 군대가 캐나다에 도착하면서, 그때까지 수세를 취해왔던 전략을 일전해 공세에 나서게 되었다.
1814년 8월 24일, 영국군은 블래던스버그 전투에서 혼란한 미군 수비대를 격파하고 미국의 수도 워싱턴 D.C.로 진군했다. 대통령궁을 비롯한 워싱턴 주를 이뤘다 공공건물을 방화하고 제임스 매디슨 대통령을 브룩빌까지 쫓아낸 후, 영국군의 모선은 북쪽 볼티모어로 향하면서 사기가 내려간 미합중국군에게 마지막 일격을 가하려고 생각했다. 볼티모어는 번영하는 항구 도시이며, 영국 배를 괴롭히고 있는 미국의 사략선을 많이 모항으로 하고 있다고 생각했다. 영국군은 로버트 로스 소장이 이끄는 육군이 노스 포인트를 공격하고, 알렉산더 코크레인 부제독이 이끄는 영국 해군이 볼티모어 항구를 방어하는 요충지에 있는 맥헨리 요새를 공략하는 등 육해군 합동 작전을 세웠다.
워싱턴 - 볼티모어 공격과 같은 시기에 뉴욕주 북부에서 캐나다 총독 조지 프레보스트 중장이 남하를 시작했고, 남북에서 협공하여 미국의 중심지를 분단해 버리자는 것이 영국군 전략이었다.

## 전투

### 노스 포인트
9월 12일, 5,000명의 영국군은 볼티모어시의 남동쪽, 체사피크 만에 돌출한 반도의 끝에 노스 포인트에 계획대로 도착했다. 여기에서 시내로 진군을 시작하였고, 베어 크리크 근처에서 존 스트리커 준장이 지휘하는 3,200명의 미군 수비대의 격렬한 저항을 받았다. 이 전투에서 영국군의 지휘관 로스 장군이 미합중국군 저격병의 총알에 맞아 전사했다. 영국군은 아서 브룩 대령이 지휘를 물려받아 미합중국에게 반격을 가하고, 볼티모어 시내에 2마일 (3 km) 거리까지 진군했다. 볼티모어 시를 지키는 미군의 지휘관은 새뮤얼 스미스 소장이었으며, 메릴랜드 민병대의 장교이자, 미국 상원 의원이기도 했다. 볼티모어 시는 요새화되어 있었고, 보급품도 넉넉하며 민병대는 15,000명이나 있었다. 미합중국군은 경험이 부족한 민병대였을 뿐이었지만, 영국군의 공격을 충분히 견딜 수 있는 수준이었다. 브룩은 이 공격의 성공의 열쇠가 영국 함대의 지원과 증원에 있다는 것을 알고 있었다. 브룩은 손실을 늘리고 싶지 않았기 때문에 진군을 일시 중지하고 해군의 지원을 기다리기로 했다.

### 맥헨리 요새
맥헨리 요새에는 조지 아미스테드 소령이 지휘하는 1,000여명의 병사들이 영국 해군을 기다리고 있었다. 인접한 볼티모어 항구 입구에는 한 줄의 상선을 침몰시켜, 영국 함선의 왕래를 방해하도록 강화되었다.
영국 해군의 함포 사격은 9월 13일 아침에 시작되었다. 영국 함대는 19척이었으며, 콩그리브 로켓을 발사할 수 에레바스 호(HMS Erebus)와 박격포를 보유한 테러 호(HMS Terror), 볼케이노 호, 메테오 호, 데바스테이션 호와 에트나 호가 포함되어 있었다. 요새도 대포로 반격했지만, 영국 함대는 요새에 설치된 대포의 사거리 밖에 자리를 잡고 함포 사격을 25시간동안 계속 퍼부었다. 1,500발에서 1,800발의 포탄이 요새를 향해 발사되었지만, 전투 이전에 강화시킨 요새 덕분에 피해는 경미했다.

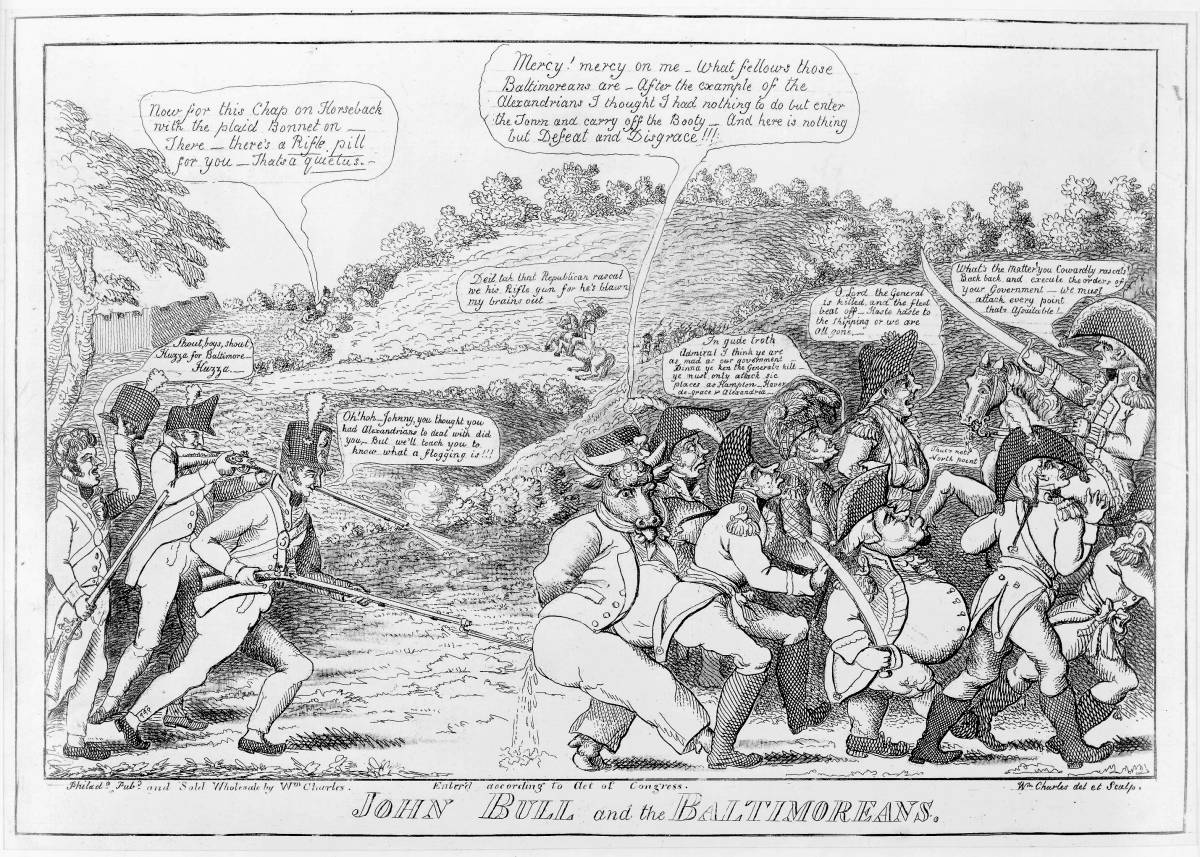
존 불과 볼티모어 사람들 (1814) by 윌리엄 찰스, 볼티모어의 강력한 저항을 칭찬하는 정치 만화

밤이 되자 코크레인 부총독은 소형 보트로 요새 서쪽에 상륙을 명령했다. 그곳은 요새의 방어력이 집중된 항구에서 떨어져 있는 곳이었다. 코크레인 생각에 상륙 부대가 요새 옆을 지나쳐서, 볼티모어시 동쪽 경계의 영국군 주력 부대에 접해 있는 스미스 군의 주의를 끌면 좋다고 생각했다. 이렇게 반 시간 동안만 영국군을 전환시켜 주면 다시 계속 사격을 할 수 있을 것이었다. 그러나 어둠 속에서 날씨도 나빴고, 양동 작전은 실패했다. 9월 14일 아침, 현지의 깃발 제작 업체 메리 피커스길이 1년 전에 제작한 9m x 12m의 초대형 사이즈의 미국 국기가 맥헨리 요새에 휘날리며 있었다. 코크레인과 브룩은 이길 가망이 없다고 생각했다.

## 여파

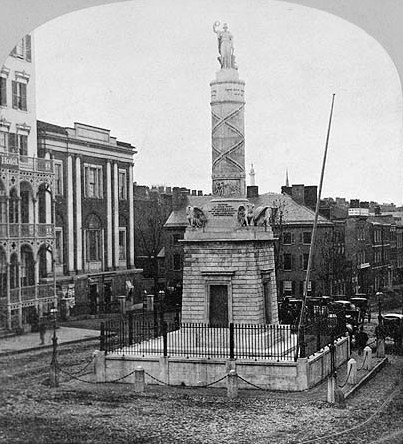
볼티모어 전투 기념비

브룩 대령의 군대는 철수했고, 코크레인 제독의 함대는 전열 정비한 후에 다음 공격 목표인 뉴올리언스로 향했다. 양군의 손실은 무승부였다. 영국군이 전술은 승리하였지만, 그 영국군을 퇴각시킨 것으로 미군의 전략적 승리를 거두었다는 것이 후세의 평가이다.
영국군은 북부에서도 9월 11일 플래츠버그 전투에서 패배하여 철수하면서, 대서양 연안에서의 작전도 포기를 했다. 전쟁은 휴전 협상을 진행하는 방향으로 움직였다.
맥헨리 요새를 지휘하던 아미스테드 소령은 곧바로 중령으로 승진했지만, 전투를 위한 치열한 준비로 건강이 악화된 것인지 전투 3년 후 38세의 나이로 사망했다.
전투를 기념해 요새는 ‘미국국립 기념물 및 역사적 성지’로 지정되었다.

## 성조기
미국인 변호사이자, 아마추어 시인이었던 프랜시스 스콧 키는 영국군에 포로로 붙잡혀 있던 윌리엄 빈즈 박사의 석방을 위해 영국군을 방문했다. 키는 부상당한 영국군 장교가 쓴 빈즈 박사로부터 받은 보살핌을 칭찬하는 편지를 영국군에 보였다. 영국군은 빈즈 박사의 석방에 동의를 했지만, 정확하게 맥헨리 요새 공격을 앞두고 있었기 때문에, 공격이 끝날 때까지 영국 함선에 억류되어 있었다. 키는 파탑스코 강에 있는 비전투 함선에서 추세를 지켜보고 있었다. 14일 아침, 키는 폐허가 된 맥헨리 요새에서 손상되지 않은 채 휘날리는 미국 국기를 보았다. 이 광경은 키의 영감을 자극했고, 키는 가지고 있던 종이 뒷면에 시를 적기 시작했다. 키는 오래된 술집에서 부르는 노래 ‘천상의 아나크레온에게’의 음을 따라 지었다. 키가 볼티모어로 돌아와 《볼티모어 아메리칸》(Baltimore American)이 그 시를 소책자로 인쇄했다. 키시는 당초 ‘맥헨리 요새의 방어’라는 제목이었다. 이 노래가 ‘별이 반짝이는 깃발’로 알려지게 되어, 미국 의회는 1931년에 미국의 국가로 제정했다.